# 鑲白旗
镶白旗（穆麟德轉寫：kubuhe šanggiyan gūsa），又作“厢白旗”，清代八旗之一，以镶红边的白色旗帜而得名，旗主為和碩肅親王。与正红旗、镶红旗、正蓝旗、镶蓝旗并列为“下五旗”。

镶白旗

## 简介
镶白旗分为满洲、蒙古、汉军三部分，由诸王、贝勒和贝子分统。清朝末期，镶白旗下辖84个整佐领，兵丁两万六千人，家眷总人口约13万人。《光绪会典事例》记载镶白旗的佐领的名额比例为：宗室一个、觉罗一个、蒙古四个、满洲七十八个。

## 镶白旗名人

### 满洲
- 扈尔汉
- 善耆
- 铁良
- 川岛芳子
- 金壁东
- 关向应

### 蒙古
- 珠隆阿
- 信妃（嘉慶帝妃）
- 吉祿
- 国璋